# Brian Doerksen

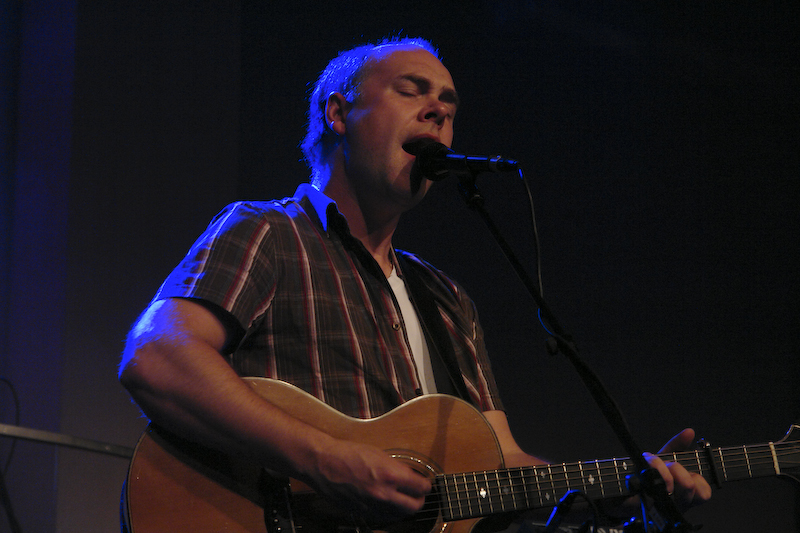
Brian Doerksen 2007 oder 2008

Brian Doerksen (* 1965) ist ein kanadischer Lobpreis-Musiker.

## Leben
Brian Doerksen entstammt einer Mennoniten-Familie. Nachdem er von 1985 bis 1989 bei Jugend mit einer Mission (u. a. in Mexiko) tätig war, wurde er Pastor der ersten Vineyard-Gemeinde Kanadas. Zu dieser Zeit begannen auch die Aufnahmen für verschiedene Musikalben, bei denen Doerksen unter anderem als Songwriter in Erscheinung trat. Sehr bekannt wurde I lift my eyes up.
1994 veröffentlichte er das Musical Father's House, das zunächst sehr erfolgreich war, aber zwei Jahre später zu einem finanziellen Desaster für die Familie Doerksen wurde – sie verloren alles, was sie verpfändet hatten und waren gezwungen, nach England überzusiedeln. Zu dieser Zeit entsteht eines der bekanntesten Lieder von Brian Doerksen: Come, now is the time.
1999 kehrte er nach Kanada zurück und lebt von da an in Abbotsford (British Columbia). Seitdem entstanden mehrere Soloalben, von denen Lieder wie Hope of the nations oder Hallelujah (Your love is amazing) weite Verbreitung erfuhren. 2006 trat er bei Calling All Nations in Berlin auf. Er hat seit September 2014 eine Professur für das ‘Music & Worship Arts’ Program am Prairie College, Three Hills in Alberta (Kanada) inne. Doerksen lehrt dort Komposition, Band-Leading und führt junge Musiker in Verantwortung.
Brian Doerksen gründete ein neues Ensemble The SHIYR Poets, mit denen er inzwischen vier Alben veröffentlicht hat. Diese bieten auf Englisch eine lyrische Neuvertonung der Psalmen sowie weiteren Texten aus den Qumranschriften. Daneben veröffentlicht er aber auch weiterhin Solo- und Konzeptalben.
Brian Doerksen ist verheiratet mit Joyce und hat sechs erwachsene Kinder.

## Diskografie

### The SHIYR Poets
- Songs for the Journey, Volume 1 (2014)
- Songs for the Journey, Volume 2 (2015)
- RECOVER EP (2016)
- Songs for the Journey, Volume 3 (2019)

### Solo-Alben
- You Shine (2002)
- Today (2004) (auch als DVD)
- Live in Europe (2005)
- Holy God (2006)
- It's Time (2008)
- Level Ground (2010)
- Grateful (2017)
- The Heart of Christmas (2019)
- Faithful One (2019)
- Hymns for Life (2022)

### Vineyard Alben mit seiner Beteiligung
- Changed by Your Glory (1989)
- Your Kingdom Come (1990)
- Jesus Alone (1991)
- Worship Festival Live (1992)
- In Deiner Gegenwart Vol 1 & 2 (1993)
- Light the Fire Again (1994)
- Father’s House (1994)
- Winds of Worship 4 (1995)
- Isn't He (1995)
- Winds of Worship 5 (1996)
- Faithful Father (1996)
- Winds of Worship 8 (1997)
- Come, Now is the Time (1998)
- Intimacy (1998)
- Hungry (1999)
- God is Love (2000)
- Rise Up Europe (2000)
- Believe (2000)
- Change Me on the Inside (2001)
- Come and Follow (2001)
- Love Abbotsford Live (2001)
- All I Need (2002)